# Erich S. Gruen
Erich S. Gruen (ur. 1935 w Wiedniu) – amerykański filolog klasyczny i historyk.

## Książki
- Roman Politics and the Criminal Courts, 149-78 BC (Cambridge MA, 1968)
- The Image of Rome (redaktor) (Englewood Cliffs NJ, 1969)
- Imperialism in the Roman Republic (redaktor) (NY, 1970)
- The Roman Republic (Washington DC, 1972)
- The Last Generation of the Roman Republic (Berkeley, 1974)
- The Hellenistic World and the Coming of Rome, 2 tomy (Berkeley, 1984)
- Studies in Greek Culture and Roman Policy (Leiden, 1990)
- Culture and National Identity in Republican Rome (Ithaca, 1992)
- Images and Ideologies: Self-Definition in the Hellenistic World (współredaktor) (Berkeley, 1993)
- Hellenistic Constructs: Essays in Culture, History, and Historiography (współredaktor) (Berkeley, 1997)
- Heritage and Hellenism: The Reinvention of Jewish Tradition (Berkeley, 1998)
- Diaspora: Jews amidst Greeks and Romans (Cambridge MA, 2002)
- Rethinking the Other in Antiquity (Princeton, 2010)